# Sección de Remo y Piragüismo del Real Madrid Club de Fútbol
La Sección de Remo y Piragüismo del Real Madrid Club de Fútbol en sus distintas modalidades, pese a ser una de las secciones más desconocidas, es también una de las más exitosas del club. Aunque tras disolverse con el resto de secciones, hoy permanece extinta.

## Historia
Una de las secciones más desconocidas, pero a la vez más exitosas por la afluencia de público, siendo el Retiro, escenario de los triunfos regatistas del Real Madrid C. F. que disputaba con su antiguo nombre de A.D. Plus Ultra como sección polideportiva y filial. Viviría sus mejores años de éxitos en las décadas de los 50 y 60.
En 1962, en el Estanque del Retiro, fue la segunda clasificada en la "Copa San Isidro".
La Agrupación Deportiva Plus Ultra fue fundada en 1930, por un grupo de empleados de la compañía de seguros de ese nombre, y desde el principio tuvo un carácter polideportivo, con secciones de fútbol, natación, ciclismo y excursionismo; incluyéndose el remo con posterioridad a 1940. La sección de fútbol se convirtió en filial del Real Madrid en 1947.

## Palmarés
- 1 Trofeo Delegación Centro

"Yolas":
(1962).
1 Subcampeonato: (1962).
- 1 Copa San Isidro

"Yolas":
(1962).
1 Subcampeonato: (1962).
1 Tercer puesto: Competición de Honor (1959).
"Bateles":
3 Subcampeonatos: (1950, 1960 y 1962).
- 1 Copa Primavera

"Bateles":
(1954).
- 1 Día del remo

"Bateles":
(1961).
- 2 Campeonato Interprovincial

"Yolas":
(1952)., (1958).
- 4 Campeonato de España de Piragüismo

K2 500 m. pareja Caballero-Villar (1956).
K1 500 m Caballero (1956).
K2 1000 m pareja Caballero-Villar (1956).
K1 1000 m Rivas (1956).
K1 10000 m Rivas (1956).
- 6 Campeonato de España

"Yolas":
Sénior Masculino +4 (1960).
Juvenil Masculino +4 (1960).
Juvenil Masculino +4 (1962).
Sénior Masculino +4 (1962).
Sénior Masculino +4 (1963).
Sénior Masculino +4 (1966).
1 Tercer puesto: Sénior Masculino +4 (1958).
- 1 Campeonato de Castilla-Aragón

"Bateles":
(1956).